# رزالینا ماجو
رزالینا ماجو (انگلیسی: Rosalia Maggio؛ ۱ مه ۱۹۲۱ – ۲۵ ژوئیه ۱۹۹۵) رقصنده، خواننده، و شوگرل اهل ایتالیا بود.
از فیلم‌ها یا برنامه‌های تلویزیونی که وی در آن نقش داشته‌است، می‌توان به جوجه‌اردک را آزار نده، دختری از پارما و ساخت ایتالیا اشاره کرد.